# Netkané textilie
Netkaná textilie je útvar z textilních vláken, staplových přízí nebo filamentů vzájemně propojených jakoukoliv technikou s výjimkou techniky tkaní, pletení, paličkování, splétání a všívání. Některé netkané textilie postrádají dostatečnou pevnost, pokud neprošly procesem zhuštění nebo pokud nejsou zpevněny podložkou. V posledních letech se netkané textilie staly alternativou polyuretanové pěny.

## Historie netkaných textilií
Původ netkaných textilií se v dostupných pramenech popisuje velmi rozdílně. Podle některých tvrzení se dá například 6 tisíc let stará plstěná vlna z nálezů v tehdejší Sumerské říši považovat za nejstarší netkanou textilii.
Zprávy ze začátku 2. tisíciletí n. l. popisují čínskou textilii o ploše 1,23 × 7,68 m zhotovenou vzájemným proložením hedvábných filamentů při odvíjení z několika tisíců kokonů.
Nejstarší doklady o vpichování pocházejí z 15. století z písemných zmínek o „vpichovaných stezích“ . Ty se používaly především ke zdobení církevních oděvů.
Vpichování plsti bylo vynalezeno v roce 1866, k masové průmyslové výrobě vpichovaných textilií došlo koncem 50. let 20. století. 
Technologie proplétání byla poprvé patentována v roce 1949 a první proplétací stroj byl v provozu od roku 1957 (Maliwatt, vynálezce Mauersberger v bývalé Německé demokratické republice).
Technologie Spunbond byla patentována v roce 1945 (US Patent 2206058). S průmyslovou výrobou se začalo v 60. letech 20. století v USA a v Německu. V roce 2007 dosáhla světová produkce 2,6 milionů tun a do roku 2012 se počítalo se zvýšením na 4 miliony tun.
Průmyslová výroba technologií melt blown začala v roce 1980. V roce 2017 se počítalo s celosvětovou produkcí asi 570 000 tun. 
Polokomerční výrobní linky technologie airlaid byly známé od konce 60. let 20. století, s průmyslovou výrobou se začalo teprve v roce 1990. V roce 2007 se očekávala celosvětová výroba 720 000 tun.
První patent na elektrostatické zvlákňování pochází z roku 1908. Netkané textilie z nanovláken se začaly touto technologií průmyslově vyrábět v prvních letech 21. století. Obrat celosvětového obchodu s těmito výrobky dosáhl v roce 2011 cca 152 miliony USD.
Celosvětová spotřeba netkaných textilií se v roce 2015 odhadovala na 9 milionů tun, v roce 2018 se počítá s obratem obchodu s NT cca 47 miliard USD. 
V České republice se zvýšila výroba netkaných textilií ze 78 915 tun v roce 2005 na 172 860 tun v roce 2015.

## Suroviny k výrobě netkaných textilií
K výrobě se dají použít všechny textilní materiály (s velkým počtem modifikací) a recyklované textilní odpady. U vrstveného zboží se textilní vlákna často kombinují s kovy nebo minerály. S rychlým vývojem technologie se často mění i podíl jednotlivých druhů surovin.Ve 2. dekádě 21. století bylo zaznamenáno: 63 % polypropylenu, 23 % polyesteru, 8 % viskózových vláken, 2 % polyakrylu, 1,5 % polyamidu a 3 % různých menších podílů.

## Výrobní postupy

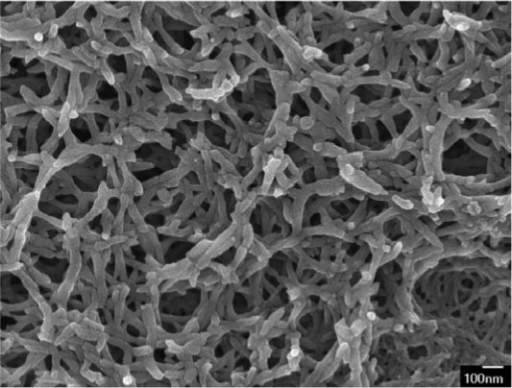
Rouno z polyanilinových nanovláken zhotovené elektromechanickou technikou CMOS-MEMS

Všechny výrobní postupy sestávají v podstatě ze dvou fází: příprava a zpevnění vlákenné vrstvy. Obě fáze probíhají zpravidla kontinuálně na agregovaném výrobním zařízení.

### Způsoby přípravy

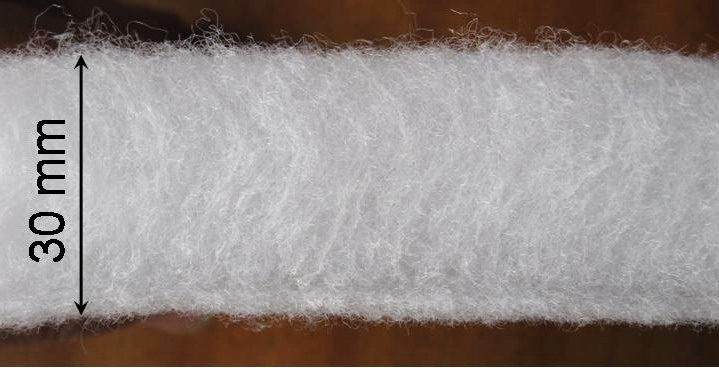
Kolmo kladená pavučinka z mykacího stroje (technologie STRUTO)

| Mechanicky                                      | Aerodynamicky          | Přímo z polymeru                           |
| ----------------------------------------------- | ---------------------- | ------------------------------------------ |
| (orientace) - podélně - příčně - kolmo (STRUTO) | (orientace) - nahodile | - spunbond - meltblown - elektro- staticky |

### Způsoby zpevnění

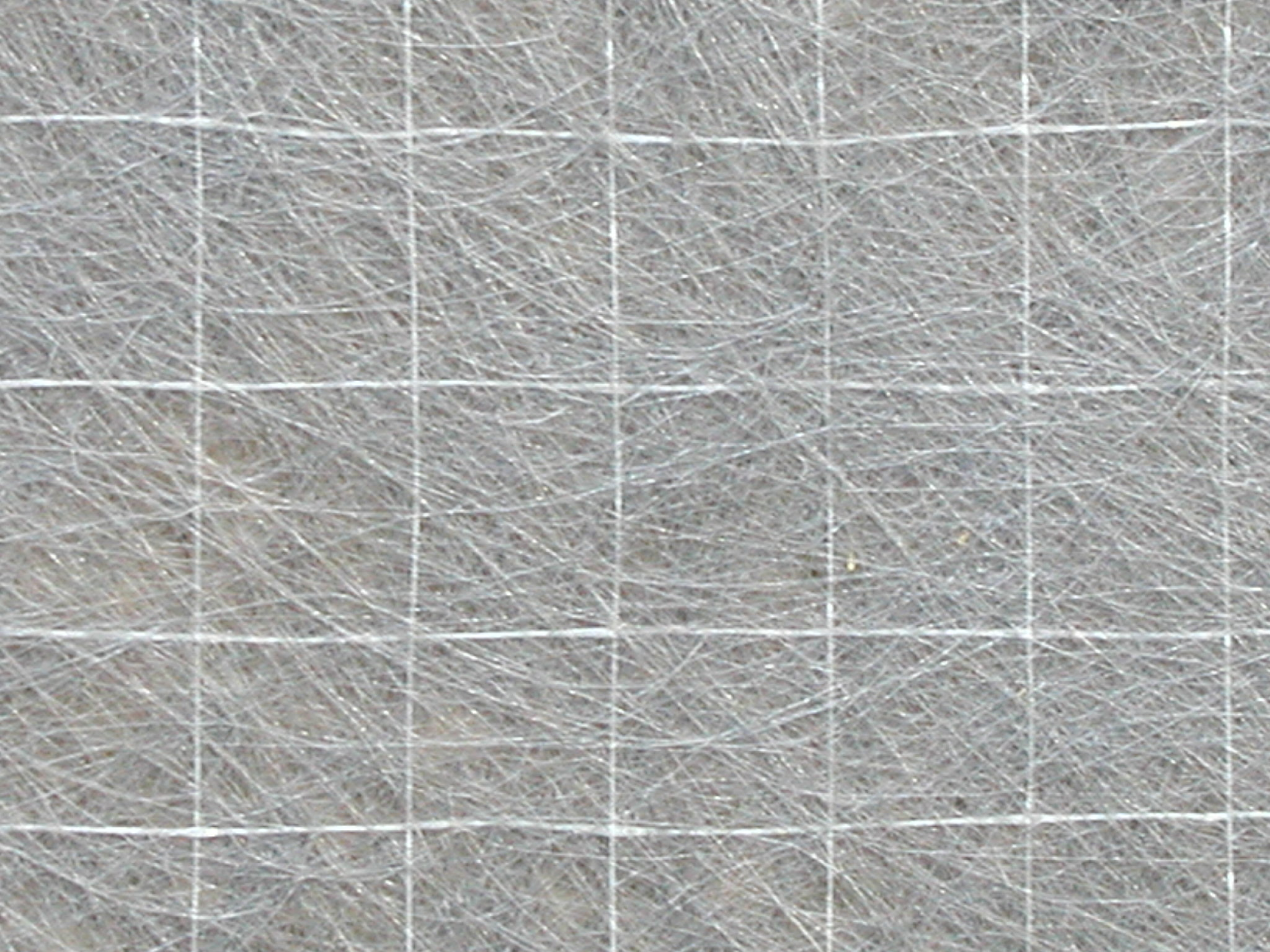
Nahodile kladené filamenty zpevněné proplétáním

| Mechanicky                           | Chemicky                         | Termicky                                  |
| ------------------------------------ | -------------------------------- | ----------------------------------------- |
| - proplétání - vpichování - spunlace | - impregnací - pěnou - postřikem | - plstěním - teplovzdušně - kalandrováním |

### Zušlechťování
Zušlechťování netkaných textilií barvením, počesáváním apod. se provádí podobným způsobem jako u „klasických“ textilií. Mimo toho procházejí některé netkané textilie speciálními procesy, ke kterým patří zejména:
- Povrstvování lepidly nebo impregnacemi
- Spojování (slepování) dvou vrstev nad sebou
- Natavování povrchu vrstev vyrobených z termoplastických vláken (dosáhne se neprodyšnosti textilie)
- Krepování

## Vlastnosti netkaných textilií

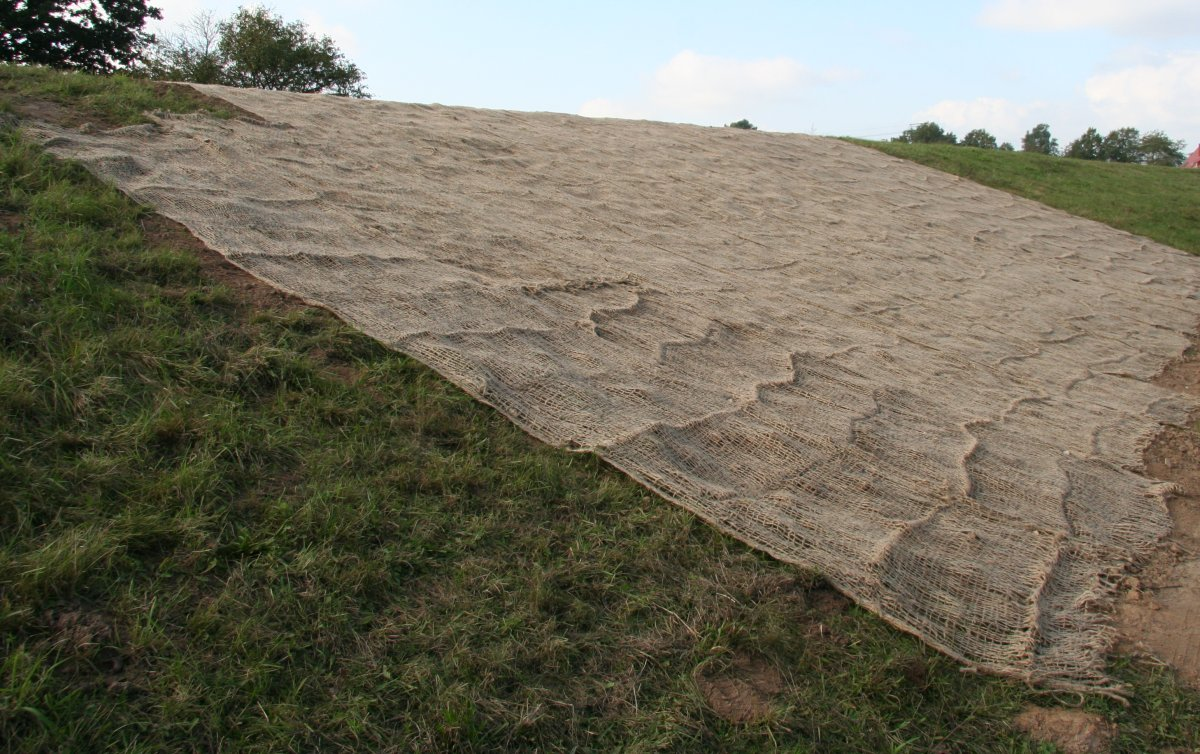
Netkaná geotextilie k ochraně půdy proti erozi

V závislosti na výrobní technologii a použitých materiálech se mohou konstruovat textilie s plošnou hustotou 0,3 g – 2 kg/m², velmi rozdílnou hustotou, pevností, savostí, odolností proti různým vlivům vnějšího prostředí a s mnoha dalšími vlastnostmi.

## Výrobky z netkaných textilií
Zdroj:
- Hygienické prostředky: pleny, tampony, vložky, sterilní medicínské oděvy a doplňky
- Čisticí prostředky: osušky, prachovky, utěrky, škrabky,
- Bytové textilie: nábytkové potahy, podlahové krytiny, dekorace, podklady na všívané textilie
- Oděvy: ochranné oděvy, podšívky a výplně, obuvní svršky
- Technické textilie: izolace, filtry, stavební, agro- a geotextilie, potahy sedadel a stěn automobilů